# Johannes Hempel
Johannes Hempel, född den 30 juli 1891 i Bärenstein, död den 9 december 1964 i Göttingen, var en tysk teolog.
Hempel blev professor i Gamla Testamentets exegetik i Greifswald 1925 och i Göttingen 1928. Av Hempels skrifter märks Die Schichten des Deuteronomiums (1914), samt Die althebräische Literatur (1930). Hempel utgav Zeitschrift für die alttestamentliche Wissenschaft från 1927.